# William Smaldone
William "Bill" Smaldone (nacido en 1958) es el profesor EJ Whipple de historia europea en Willamette University, ubicada en Salem, Oregón, Estados Unidos.

## Formación y carrera profesional
Bill Smaldone recibió su Licenciatura en Ciencias (1980) y Master en Artes (1983) de la Universidad Estatal de Nueva York en Brockport.
Recibió su Ph.D. en Historia Europea Moderna de la Universidad de Binghamton. De 1989 a 1991, tras completar su doctorado, Smaldone asumió un puesto académico como profesor visitante en Rampo College, Nueva Jersey. En 1991, se mudó a Salem, Oregón, y se unió como profesor para departamento de historia de la Universidad de Willamette.

## Servicio público
A mediados de la década de los 1990, comenzó a participar activamente en la política local de Oregón como miembro del Partido Socialista de Oregón y en 1998 fue elegido para la asamblea municipal de Salem, donde sirvió en el Comité de Presupuestos, y en numerosas comisiones. En 2001, Smaldone   sirvió como presidente de la asamblea hasta perder su reelección ante Jim Randall en 2002. Smaldone atribuye la derrota a las tácticas anticuadas de "cebo rojo", que relaciona con la Guerra Fría en Estados Unidos. Afirma que "Jim Randall y sus aliados sabían que la retórica antisocialista aún resonaba en una gran parte de la población. Usando esa táctica, lograron movilizar a sus partidarios de manera más efectiva que nosotros".

## Obras publicadas

### Obras académicas
- Smaldone, William (2008). Confronting Hitler: German Social Democrats in Defense of the Weimar Republic, 1929-1933. Lexington Books. December 2008. ISBN 0-7391-2843-4[6][7][8][9]
- Smaldone, William (1998). Rudolf Hilferding: The Tragedy of a German Social Democrat. Northern Illinois University Press. July 1998. ISBN 0-87580-236-2[10][11][12][13][14]

### Artículos académicos
- (2010) Smaldone, William. "Rise of the Left Party: Germany's Election and Beyond." Against the Current, January/February, No. 144.
- (2007) Smaldone, William. "Socialist Paths in a Capitalist Conundrum: Reconsidering the German Catastrophe of 1933." Journal of World History 18.3: 297-323. Print.
- (2007) Smaldone, William. "German Social Democracy in the Great Coalition." Against the Current, May/June, No. 128.
- (2004) Smaldone, William. "German Social Democracy in Crisis." Against the Current, September/October, No. 112.
- (2002) Smaldone, William. "Friedrich Stampfer and the Fall of the Weimar Republic." The Historian 64.3/4: 687-703. Web.
- (2000) Smaldone, William. "Facing Fascism in Europe." Against the Current, January/February, No. 84. Print.